# Swastika (Ontario)
Swastika is een dorp in Canada, gelegen in de provincie Ontario. Het dorp werd in 1908 gesticht nabij de gelijknamige goudmijn en behoort tot de gemeente Kirkland Lake.
Tijdens de Tweede Wereldoorlog wilde de provinciale overheid van Ontario het dorp omdopen in Winston (naar Winston Churchill), maar het dorp was daartegen omdat de naam Swastika al was gekozen voordat de nazi's de swastika tot hun symbool maakten.
Unity Valkyrie Mitford (1914 - 1948), dochter van Algernon Bertram Mitford - Baron Redesdale - en Sidney Bowles, en een van de bekend geworden zes 'Mitford Sisters' zou naar verluidt in het plaatsje Swastika zijn verwekt.
Het toeval wil bovendien dat Unity in de dertiger jaren van de vorige eeuw ook nog eens een fervente Nazi werd en zeer goed bevriend raakte met Adolf Hitler.

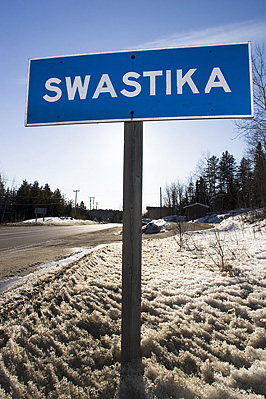
Plaatsnaambord